# Гиперфонема
Гиперфоне́ма — в учении Московской фонологической школы (МФШ): единица фонологического описания, представляющая собой совокупность фонем, противопоставление которых в данной позиции нейтрализовано, и используемая в случаях, когда невозможно найти сигнификативно сильную позицию (позицию различения) для данного сегмента. Так, в рус. собака нейтрализовано противопоставление гласных <о> и <а> в первом слоге, что в фонематической транскрипции МФШ обозначается как {о/а}: <с{о/а}бака>. Необходимость в гиперфонеме возникает, когда в данном ряду аллофонов в пределах морфемы, как в приведённом примере, не встречается основной вариант фонемы.
Понятие гиперфонемы связано с групповой различимостью: к примеру, нейтрализованные фонемы {а/о} в рус. баран обеспечивают его отличимость от слова буран.

## История понятия
Термин «гиперфонема» принадлежит В. Н. Сидорову, однако впервые опубликован в 1941 году в статье П. С. Кузнецова «К вопросу о фонематической системе современного французского языка», где обозначает совокупность фонем, противопоставленных друг другу в одних позициях и нейтрализуемых в других. По Кузнецову, в случае невозможности перехода к сильной позиции звук следует относить к соответствующей гиперфонеме.
Впоследствии А. А. Реформатский в работе «О нейтрализации оппозиций» отмечал: «Гиперфонема не предполагает обязательной совокупности фонем, но может ограничиться и одной фонемой. Например, в русском языке различаются на уровне ударных гласных пять единиц: и, э, а, о, у, — но на другом уровне (безударные гласные) после твердых согласных пары гласных и/э и а/о являются неразличимыми… но у остается таким же, но на этом уровне — это не фонема, а гиперфонема у», допуская, таким образом, понимание гиперфонемы как единицы, выступающей в позиции, в которой различается меньшее число фонем, чем в составе данного класса (к примеру, гласных русского языка), хотя эта позиция может быть для данной единицы как сигнификативно сильной (например, безударное положение для у), так и сигнификативно слабой (та же позиция для и/э или а/о).
В. Н. Сидоров указал на тот факт, что фонема, «не различаясь с какой-то [другой] фонемой… сокращает число возможных фонем, противопоставленных в этой позиции другим». Гиперфонематические позиции определялись им как «позиции, в которых различаемых единиц будет меньшее число, то есть будут изменяться функции фонем как знаков». Такое понимание гиперфонемы сближается с понятием слабой фонемы в фонологической концепции Р. И. Аванесова.

## Сопоставление с архифонемой
Л. Л. Касаткин, ссылаясь на П. С. Кузнецова, отмечает сходство понятия гиперфонемы со значением термина «архифонема»: оба термина обозначают общую часть нейтрализованных фонем. Однако членами Пражской фонологической школы архифонема — общая часть нейтрализованных фонем — понималась как общий для них набор дифференциальных признаков, в то время как для МФШ общей частью фонем является ряд звуков, чередующихся в позициях неразличения этих фонем. Л. Л. Касаткин предлагает определять гиперфонему как архифонему, не сводимую в морфах данной морфемы однозначно ни к одной из нейтрализующихся фонем (по причине отсутствия сигнификативно сильной позиции либо в силу того, что в сильных позициях выступают несколько различных звуков, как в рус. лебедь — лебёдка и лебяжий).